# Districte de Kyaukpyu
El districte de Kyaukpyu és una divisió administrativa de l'estat Rakhine (Arakan) a Birmània (Myanmar). La capital és Kyaukpyu. Està format per quatre townships (àrees dependents d'una ciutat):
- Kyaukpyu
- Manaung
- Ramree
- Ann

Ja era un districte sota domini britànic a la divisió d'Arakan amb una superfície d'11.362 km². Estava limitat al nord pel districte d'Akyab; a l'est per l'Arakan Yoma que el separava dels districtes de Thayetmyo i Minbu; al sud pel districte de Sandoway; i a l'oest per la badia de Bengala.
Com a part d'Arakan la seva història general és la d'aquest territori mentre va gaudir d'independència. Després de la conquesta birmana al final del segle xviii, va formar part de la província birmana d'Arakan, amb governs separats per les illes Ramree i Cheduba. Quan Arakan va passar als britànics el 1826 les dues illes van formar un únic districte anomenat Ramree i la part continental va formar part del districte d'An però trenta anys després els dos districtes foren units amb el nom de districte de Kyaukpyu, agafat de la ciutat de Kyaukpyu que havia esdevingut capital d'An el 1838. La guarnició d'Arakan que havia estat transferida a Kyaukpyu des de Sandoway poc després de l'annexió, fou retirada el 1855. La població era:
- 1872: 144.177
- 1881: 149.303
- 1891: 163.832
- 1901: 168.827.

Administrativament el 1901 estava dividit en cinc townships:
- Kyaukpyu
- Myebon
- An
- Ramree
- Cheduba

La major part de la població són rakhines, seguits de bammars (birmans) i a força distància els xins i rohingyes.